# Wolf Stadler
Wolf Stadler (Tegernsee, 6 de marzo de 1947) es un deportista alemán que compitió para la RFA en vela en la clase Star. Ganó una medalla de bronce en el Campeonato Europeo de Star de 1978.

## Palmarés internacional
| Campeonato Europeo | Campeonato Europeo       | Campeonato Europeo | Campeonato Europeo |
| Año                | Lugar                    | Medalla            | Clase              |
| ------------------ | ------------------------ | ------------------ | ------------------ |
| 1978               | Medemblik (Países Bajos) | Medalla de bronce  | Star               |